# Fairway Rock
Der Fairway Rock ist ein 308.541 m² (0,31 km²) großes Eiland in der Beringstraße 19 km südöstlich der Diomedes-Inseln und 28,5 km westlich des Kap Prince of Wales von Alaska. Als erster Europäer dokumentierte James Cook am 8. August 1778 den Felsen, der im Juli 1826 von Frederick Beechey, einem englischen Marineoffizier und Geographen, seinen heutigen Namen bekam.
Der Granitfelsen wurde, wie die beiden Diomedes-Inseln, durch glaziale Erosion aus den umgebenden weniger widerständigen Gesteinen herausgearbeitet. Das Alter des im Granit befindlichen Biotit wurde mittels der Kalium-Argon-Methode auf etwa 110 Mio. Jahre bestimmt. Der Felsen ragt steil aus dem Wasser auf und kann von der Küste Alaskas aus gesehen werden. Die umgebende Wassertiefe beträgt etwa 50 m.
Politisch gehört das Eiland zu Alaska und ist dort dem Nome Census Area und der Einheit 22E der Alaska Department of Fish and Game’s Wildlife Conservation zugeordnet. Es gehört zur Beringmeer-Einheit des Alaska Maritime National Wildlife Refuge.
Das Eiland ist unbewohnt, wird jedoch von Meeresvögeln wie dem Zwergalk oder dem Schopfalk als Nistgebiet genutzt. Ureinwohner Alaskas kamen seit prähistorischen Zeiten zu dem Felsen, um Eier zu sammeln.
Von 1966 bis 1995 hatte die United States Navy eine von einem Radioisotopengenerator betriebene Umweltüberwachungseinrichtung auf der Insel stationiert.